# Verlag Antaios
Verlag Antaios (fram till november 2012: Edition Antaios) är ett tyskt bokförlag grundat 2000 av Götz Kubitschek med bas på godset Schnellroda i Steigra. Akademiker har kopplat det lilla förlaget till den antidemokratiska "konservativa revolutionen" och till ett nätverk inom den nya högern; det räknas i fackkretsar som "husförlag" för nya högern-tankesmedjan Institut für Staatspolitik (IfS). Utöver detta säljer förlaget böcker från andra politiska höger- och högerextrema förlag.